# Abatesco
L'Abatesco (L'Abatescu en corse) est un fleuve côtier français qui coule en Haute-Corse et se jette dans la mer Tyrrhénienne.

## Géographie
La longueur de son cours d'eau est de 24,8 km.
L'Abatesco prend source à 200 mètres au sud du Monte Formicula (en corse A Furmìcula - 1 981 m), à 1 700 mètres d'altitude, sur la commune de San-Gavino-di-Fiumorbo, (San Gavinu di Fiumorbu) et tout près sentier de grande randonnée le fameux GR20.
D'abord nommé torrent de Tassi, il ne prend le nom d'Abatesco, selon l'IGN qu'après environ 3 kilomètres de parcours.
Il coule d'abord du sud-ouest vers le nord-est, puis sensiblement d'ouest en est. Il se jette dans la mer Tyrrhénienne sur la commune de Serra-di-Fiumorbo.
Les fleuves côtiers voisins sont au nord le Fiumorbo (U Fiumorbu) et au sud le Travo (U Travu).

### Communes et cantons arrosés
Dans le seul département de la Haute-Corse, l'Abatesco arrose quatre communes et un seul canton :
- dans le sens amont vers aval : San-Gavino-di-Fiumorbo (source), Isolaccio-di-Fiumorbo, Prunelli-di-Fiumorbo Serra-di-Fiumorbo (embouchure).

Soit en termes de cantons, l'Abatesco prend sa source et conflue sur le même canton de Prunelli-di-Fiumorbo, le plus au sud de la Haute-Corse et dans l'arrondissement de Corte.
Sur la quasi-totalité de son parcours, il sert de limite aux communes qu'il longe : Serra-di-Fiumorbo sur sa rive droite, San-Gavino, puis Isolaccio et enfin Prunelli sur sa rive gauche.

### Bassin versant
La surface du bassin versant de l'Abatesco est estimé à 111 km2 par le SANDRE, et à 89 km2 par une étude publiée dans le Bulletin français de la Pêche et de la pisciculture.

### Organisme gestionnaire
L'organisme gestionnaire est le Comité de bassin de Corse, depuis la loi corse du 22 janvier 2002.

## Affluents
L'Abastesco a dix-neuf ruisseaux affluents référencés :
- le ruisseau de Benacciola (rg[note 1]) 1,2 km sur les deux communes de San-Gavino-di-Fiumorbo et Serra-di-Fiumorbo.
- le ruisseau de Fiumicetti (rg) 1,7 km sur les deux communes de San-Gavino-di-Fiumorbo et Serra-di-Fiumorbo.
- le vanga (« bêche » en corse[7]) d'Anioli (rd) 1,1 km sur la seule commune de Serra-di-Fiumorbo
- le ruisseau de Cupin (rg) 1,8 km sur la seule commune de San-Gavino-di-Fiumorbo
- le ruisseau de Carena (rd) 1,8 km sur la seule commune de Serra-di-Fiumorbo
- le ruisseau de Maini, ou de Cardiccia en partie haute (rg) 4,1 km[8] sur la seule commune de San-Gavino-di-Fiumorbo avec un affluent :
  - le ruisseau de Laparo (rg) 1,8 km sur la seule commune de San-Gavino-di-Fiumorbo
- le ruisseau de Furone (rd) 1,4 km sur la seule commune de Serra-di-Fiumorbo
- le ruisseau de Corbavodo (rg) 0,9 km sur la seule commune de San-Gavino-di-Fiumorbo [9]
- le ruisseau de Zevane (rd) 1 km sur la seule commune de Serra-di-Fiumorbo
- le ruisseau de Tualu (rg) 1,3 km sur la seule commune de San-Gavino-di-Fiumorbo
- le ruisseau de Piero Biancajo (rg) 1,4 km sur la seule commune de San-Gavino-di-Fiumorbo
- le ruisseau de Buja ou  de Trefontane[3] ou ruisseau de Trejontane[10] en partie haute (rg) 4,9 km[10] sur les deux communes d'Isolaccio-di-Fiumorbo et San-Gavino-di-Fiumorbo, avec les cascades de Bughjia, site de canyonning réputé[11] avec quatre ruisseaux affluents :
  - le ruisseau de Arena Bianca (rd) 3,2 km sur la seule commune de San-Gavino-di-Fiumorbo et prenant source à la Punta di Campolongo (1 695 m) et proche du GR20 avec un affluent :
    - le ruisseau d'Aria (rg) 2,1 km sur la seule commune de San-Gavino-di-Fiumorbo avec sa source à moins de 200 mètres du GR20

  - le ruisseau de Pulitrello (rg) 1,4 km sur la seule commune de San-Gavino-di-Fiumorbo
  - le ruisseau de Codola (rg) 3 km sur les deux communes d'Isolaccio-di-Fiumorbo et San-Gavino-di-Fiumorbo
  - le ruisseau de Foirinaccia (rg) 1,7 km sur la seule commune de San-Gavino-di-Fiumorbo

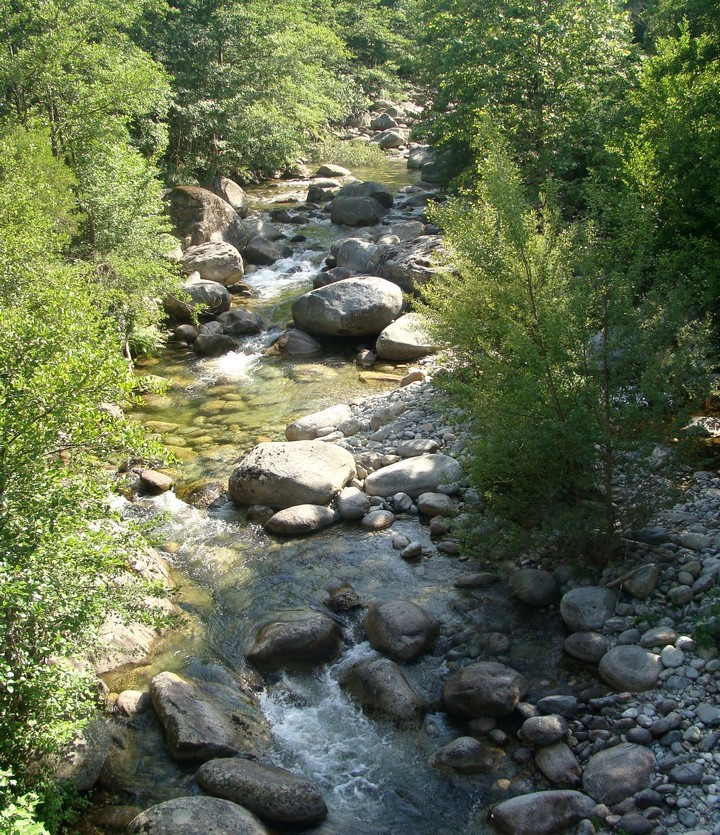
L'Abatesco à Pietrapola.

- le ruisseau de Sersa (rg) 1,5 km sur les deux communes de San-Gavino-di-Fiumorbo et Isolaccio-di-Fiumorbo
- le ruisseau de Tribbaldo (rg) 2,4 km sur la seule commune d'Isolaccio-di-Fiumorbo, qui arrose le village de Pietrapola avec le seul établissement thermal agréé de Corse[12],[13].
- le ruisseau de Saparetto (rg) 2,4 km sur la seule commune d'Isolaccio-di-Fiumorbo
- le ruisseau de Vergajolo (rg) 2 km sur la seule commune de Prunelli-di-Fiumorbo
- le ruisseau de Varciapone (rg) 1,3 km sur la seule commune de Prunelli-di-Fiumorbo
- le ruisseau de Forcina (rg) 0,7 km sur la seule commune de Prunelli-di-Fiumorbo[14]
- le ruisseau de Biaccino ou ruisseau de Sambuchelli en partie haute (rd) 8,7 km[15] sur les deux communes de Ventiseri et Serra-di-Fiumorbo, avec deux affluents
  - le ruisseau d'Anzagara' (rg) 4 km sur la seule commune de Serra-di-Fiumorbo, avec un affluent :
    - le ruisseau de Minagoli (rd) 1,4 km sur la seule commune de Serra-di-Fiumorbo, avec un affluent :
      - le ruisseau de Juva (rg) 1,8 km sur la seule commune de Serra-di-Fiumorbo

  - le ruisseau de Sindoli (rd) 1,4 km sur la seule communes de Serra-di-Fiumorbo
- le ruisseau de Carpiniccia (rd) 2,1 km
- le ruisseau d'Aglia ou  dAcquaniella en partie haute (rd) 8,7 km[16] sur la seule communes de Serra-di-Fiumorbo.

Rang de Strahler
Le rang de Strahler du fleuve Abatesco est de cinq par le ruisseau de Biaccino, le ruisseau d'Anzagara, le ruisseau de Minagoli et le ruisseau de Juva.

## Aménagements

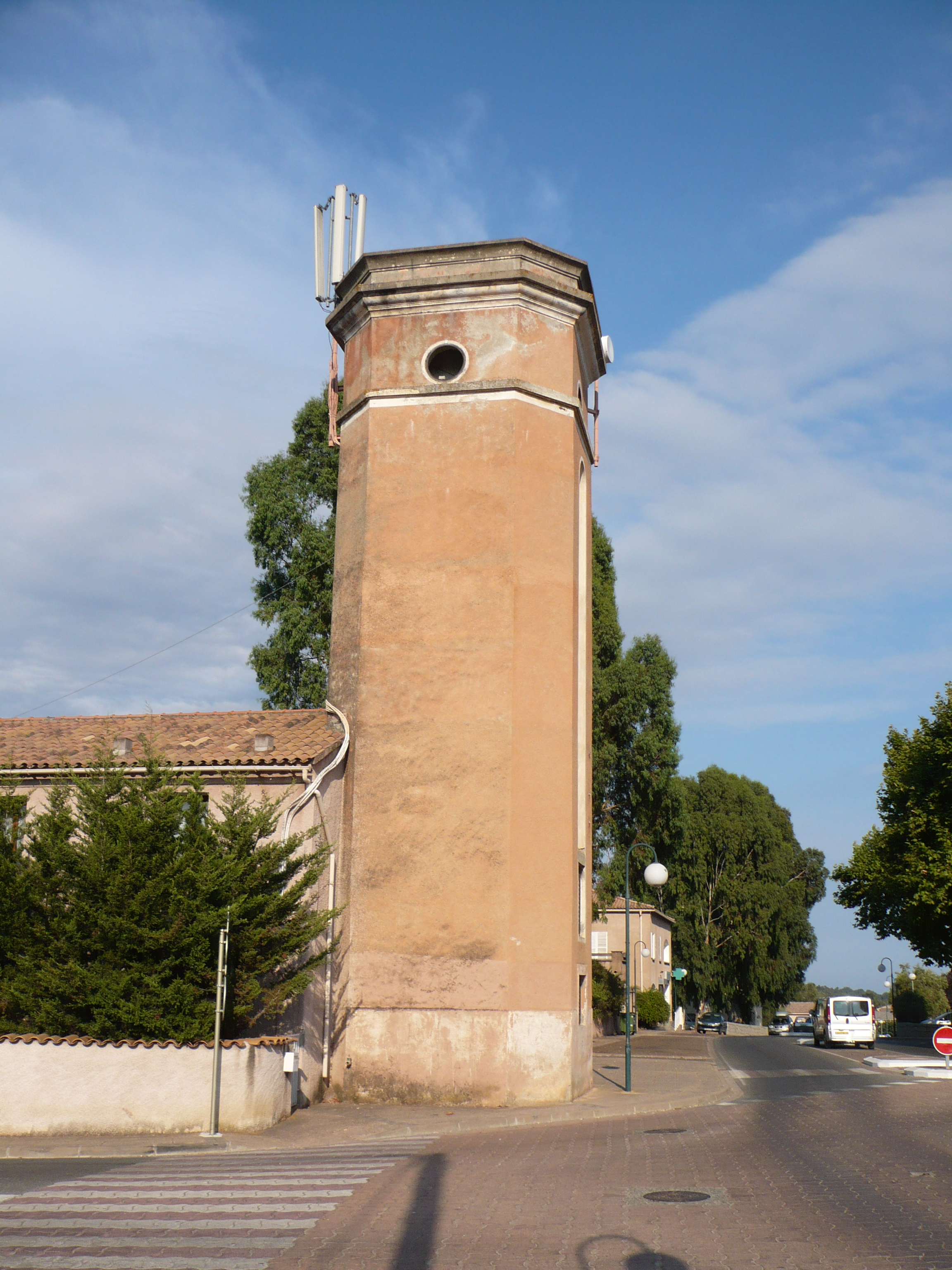
La tour de la FORTEF à Migliacciaro.

Sur la vallée, aux lieux-dits Abbazia, Agnatello, Calzarello et Catastajo, un ensemble d'industrie du bois avait éclos, prospérait - société FORTEF : Forêts - Terres et Forces du Fiumorbo : 6 000 m3 de sciage, 800 personnes en 1935, 4 200 ha de forêts et 1 200 ha de terres cultivables -, et tomba en désuétude au XIXe siècle. En particulier, à la hauteur de 69 mètres sur l'Abatesco, un barrage avait été construit et des groupes hydroélectriques (turbine horizontale de type Pelton ou de type Francis) au lieu-dit Agnatello, alimentaient l'industrie du bois qui existait aussi à moins d'un kilomètre, au lieu-dit Abbazia : altitudes entre 54 mètres à 38 mètres.
À ces mêmes endroits, les chemins de fer corses avaient aménagé un grand pont ferroviaire.
En bord de mer, à moins d'un kilomètre, et à l'altitude 9 mètres, la RT 10 (ex-RN 198) passe au-dessus de l'Abatesco. L'ancienne voie romaine traversait à 500 mètres un peu plus au nord-ouest de ce pont, près du lieu-dit Chiarata.
Sur son cours, on rencontre aussi les lieux-dits le Moulin de Branca, et le Moulin de Biaccino, tandis que sur le ruisseau de Biaccino, on voit le Moulin de Rizzale.

## Écologie
La rivière et ses affluents sont peuplés de truites. Une crue dévastatrice pour la population piscicole a eu lieu en septembre 1989.
L'embouchure du fleuve est classée Zone naturelle d'intérêt écologique, faunistique et floristique (ZNIEFF) depuis 1985 pour 162 hectares, zone incluant les marais de Canna et l'étang de Gradugine au nord, et l'étang de Palo au sud.